# 修阳县
修阳县，中国古县名。
北魏置，治所在今河南省西峡县北。属淅阳郡。北周废。